# Elsani
Elsani (macedónul: Елшани) település Észak-Macedóniában, a Délnyugati körzet Ohridi járásában.

## Népesség
| Lakosok száma | 441  | 490  | 501  | 619  | 643  | 679  | 674  | 590  | 620  |
|               | 1948 | 1953 | 1961 | 1971 | 1981 | 1991 | 1994 | 2002 | 2021 |

2002-ben 590 lakosa volt, akik mindannyian macedónok.